# Hebepetalum neblinae
Hebepetalum neblinae là một loài thực vật có hoa trong họ Linaceae. Loài này được Jardim & P.E.Berry mô tả khoa học đầu tiên năm 1999.